# 黑斑蜻属
黑斑蜻属（学名：Atratothemis）为蜻蜓科的一个属。

## 下属物种
本属包括以下物种：
- 黑斑蜻 Atratothemis reelsi Wilson, 2005